# Castilla la Nueva
Castilla la Nueva – miasto w Kolumbii, w departamencie Meta.